# 热维尔
热维尔（法語：Geville，亦作，法語發音：[ʒevil]）是法国默兹省的一个市镇，属于科梅尔西区。

## 地理
蒂欧库尔-勒涅维尔（48°46'16"N, 5°41'36"E）面积33.1 平方千米，位于法国大東部大區默兹省，该省份为法国西北部内陆省份，北与比利时接壤，西接马恩省和阿登省，南至上马恩省和孚日省，东临默尔特-摩泽尔省。
与蒂欧库尔-勒涅维尔接壤的市镇（或旧市镇、城区）包括：芒德尔欧卡特图尔、鲁瓦约梅、布克、厄维尔、维尼奥、弗雷姆雷维尔-苏莱科特、布鲁塞-罗勒库尔。
蒂欧库尔-勒涅维尔的时区为UTC+01:00、UTC+02:00（夏令时）。

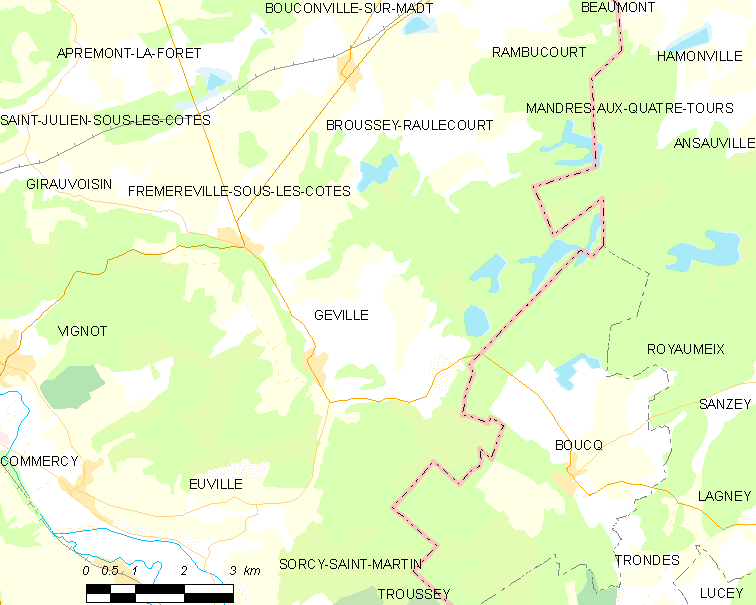
蒂欧库尔-勒涅维尔的OSM定位图

## 行政
蒂欧库尔-勒涅维尔的邮政编码为55200，INSEE市镇编码为55258。

## 政治
蒂欧库尔-勒涅维尔所属的省级选区为科梅尔西县。

## 人口

1962-2008年间蒂欧库尔-勒涅维尔人口变化图示

蒂欧库尔-勒涅维尔于2022年1月1日时的人口数量为627人。